# Moneta (mitologia rzymska)

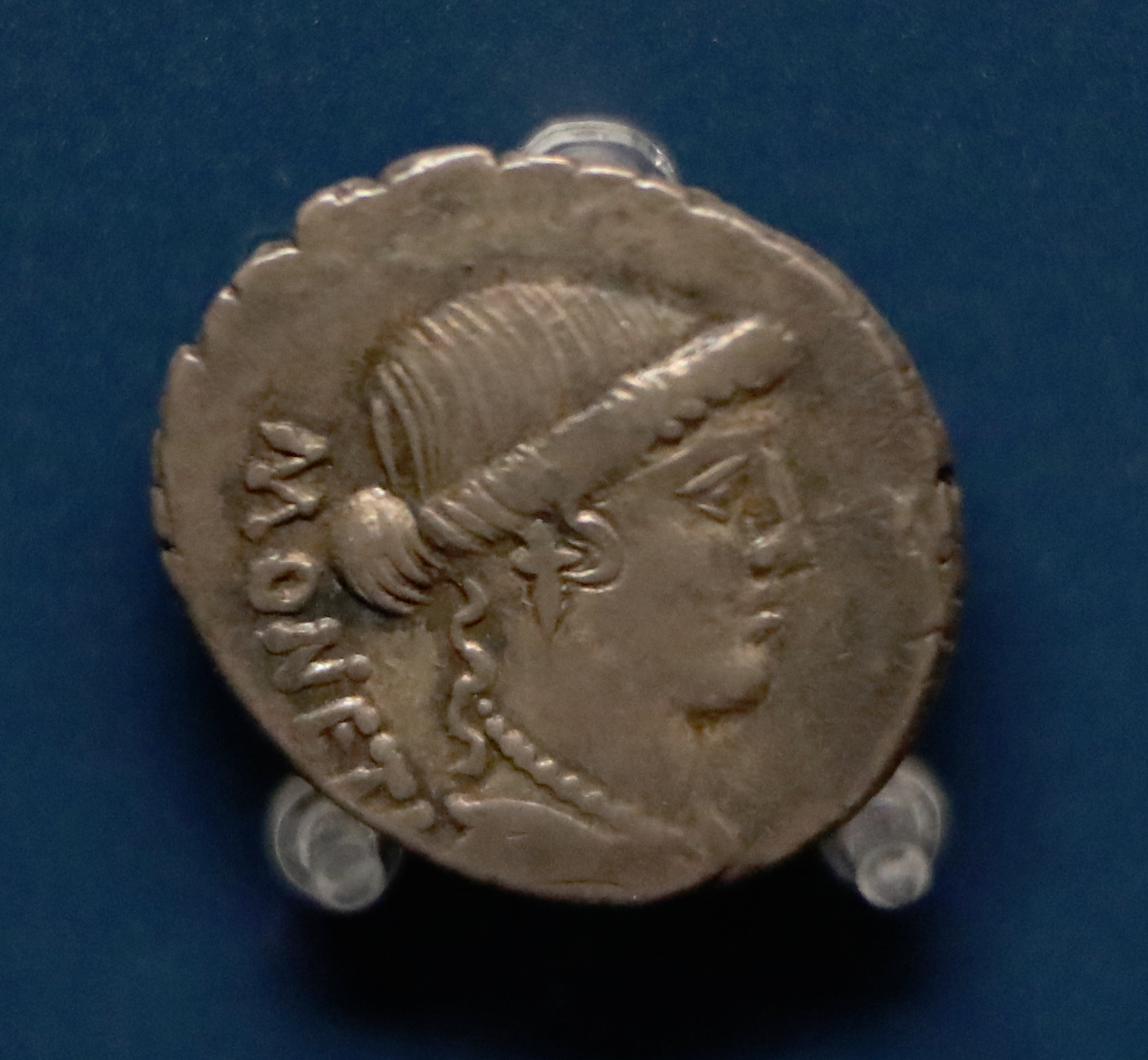
Wyobrażenie Juno Monety na denarze z 46 p.n.e.

Moneta (łac. „upominająca”) – w mitologii rzymskiej przydomek Junony, czczonej jako personifikacja pieniądza i bogactwa oraz opiekunka transakcji handlowych. 
Święto Junony Monety przypadało w dniu 1 czerwca, na obchodzone Matronalia, kiedy ofiary składały jej kobiety. Na północno-wschodnim wierzchołku Kapitolu, zwanym Arx, znajdowała się jej druga świątynia, przy której mieściła się mennica państwowa. Jej uruchomienie w 269 r. p.n.e. z emisją srebrnych denarów, dało początek umownej nazwie przyjętej dla pieniądza metalowego. 